# G. Love and Special Sauce (album)
Az 1994-es G. Love & Special Sauce a G. Love & Special Sauce debütáló nagylemeze, amely arany minősítést kapott az Egyesült Államokban. Szerepel az 1001 lemez, amit hallanod kell, mielőtt meghalsz című könyvben.
Az Amerikai fater A.T. The Abusive Terrestrial című részében a Cold Beverage dal hallható.

## Az album dalai
|     | Cím                            | Szerző(k)                | Hossz |
| --- | ------------------------------ | ------------------------ | ----- |
| 1.  | The Things That I Used to Do   | G. Love                  | 3:35  |
| 2.  | Blues Music                    | G. Love                  | 4:17  |
| 3.  | Garbage Man                    | G. Love                  | 4:51  |
| 4.  | Eyes Have Miles                | G. Love                  | 5:22  |
| 5.  | Baby's Got Sauce               | Jeffrey Clemens, G. Love | 3:54  |
| 6.  | Rhyme for the Summertime       | G. Love                  | 3:06  |
| 7.  | Cold Beverage                  | G. Love                  | 2:33  |
| 8.  | Fatman                         | G. Love                  | 4:16  |
| 9.  | This Ain't Living              | G. Love , Jasper         | 6:34  |
| 10. | Walk to Slide                  | G. Love                  | 4:28  |
| 11. | Shooting Hoops (Mou Akoon-nal) | G. Love                  | 3:31  |
| 12. | Some Peoples Like That         | G. Love                  | 4:49  |
| 13. | Town to Town                   | G. Love                  | 3:33  |
| 14. | I Love You                     | G. Love                  | 3:32  |

## Közreműködők

### G. Love & Special Sauce
- G. Love – ének, gitár, szájharmonika
- Jeffrey Clemens – ütőhangszerek, háttérvokál
- Jimi "Jazz" Prescott – nagybőgő

### További zenészek
- Scott Storch – piano
- Jasper – additional vocals

## Fordítás
Ez a szócikk részben vagy egészben a G. Love and Special Sauce (album) című angol Wikipédia-szócikk ezen változatának fordításán alapul.  Az eredeti cikk szerkesztőit annak laptörténete sorolja fel. Ez a jelzés csupán a megfogalmazás eredetét és a szerzői jogokat jelzi, nem szolgál a cikkben szereplő információk forrásmegjelöléseként.